# Rainaut de Pons
Rainaut de Pons (XII secolo – XIII secolo) è stato un castellano e trovatore della March de Poitou nel Saintonge e signore del castello di Pons.
Jaufre de Pons era uno dei suoi "servitori" con cui compose tenzones. Soltanto uno dei loro partimen ci è pervenuto.